# Безжалостный 3
«Безжалостный 3» (англ. Relentless 3) — художественный фильм режиссёра Джеймса Леммо.

## Сюжет
В Лос-Анджелесе объявился серийный убийца умело заметающий следы и знакомый с методами криминалистики, он посылает письмо в полицию детективу Сэму Дитцу. Дитц ушёл из убойного отдела, но согласился вернуться при условии, что у него будет прежний напарник — Калевски.
В архивах Дитц находит дневник заключённого артура Портера, совершившего побег из тюрьмы, в котором узнаётся почерк нового маньяка. После того как маньяк убивает его старого друга, Дитца ничто не остановит.

## В ролях
- Лео Росси — Сэм Дитц
- Уильям Форсайт
- Роберт Костанзо
- Эдвард Вилли
- Том Бовер
- Фелтон Перри
- Диана Родригес